# نسة العليا (سبيدار)
نسة العلیا (بالفارسية: نسه علیا) هي قرية تقع في إيران في قسم سبیدار الريفي. يقدر عدد سكانها بـ 18 نسمة بحسب إحصاء 2016.